# Perissocytheridea swaini
Perissocytheridea swaini is een mosselkreeftjessoort uit de familie van de Cytherideidae. De wetenschappelijke naam van de soort is voor het eerst geldig gepubliceerd in 1963 door Benson & Kaesler.